# Maurice Boeckx

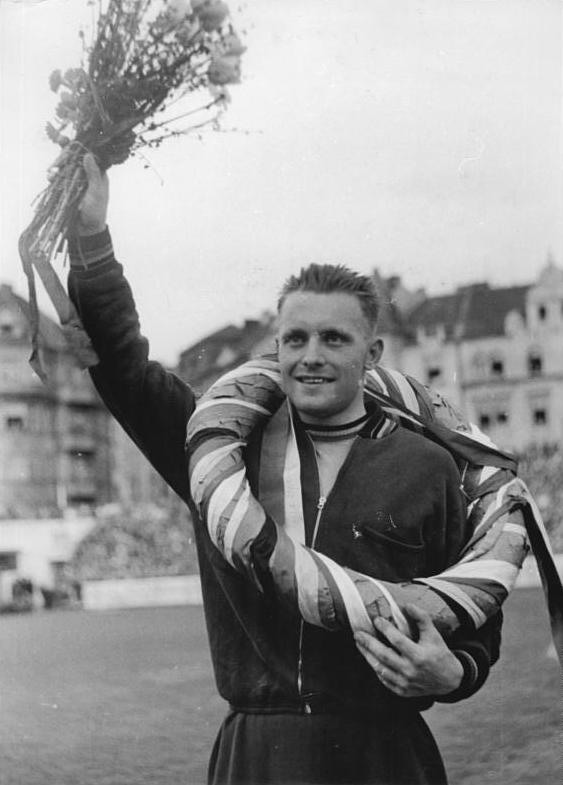
Boeckx Etappensieger bei der Friedensfahrt 1955

Maurice Boeckx (* 18. Februar 1936 in Engsbergen; † 23. April 2011 in Diest) war ein belgischer Radsportler, der in den 1950er Jahren Straßen- und Bahnrennen bestritt. 

## Sportliche Laufbahn
Boeckx bestritt den Radsport als Amateur. Sein erfolgreichstes Jahr war 1955, als er als Mitglied der belgischen Nationalmannschaft an dem Dreiländer-Etappenrennen Internationale Friedensfahrt 1955 teilnahm. Er gewann die erste Etappe, stand nach der sechsten Etappe mit Platz zwei erneut auf dem Siegerpodest, schied danach aber aus dem Rennen aus. Begonnen hatte er die Radsportsaison 1955 mit einem Sieg beim belgischen Eintagesrennen von Brüssel nach Tielt. Im selben Jahr nahm Boeckx auch an der Belgien-Rundfahrt teil, holte sich dort ebenfalls einen Etappensieg, kam in der Endwertung aber nicht unter die besten 20 Fahrer. 
1957 verlagerte Boeckx seine Aktivitäten auf den Bahnradsport. Bei den belgischen Bahnmeisterschaften erreichte er in der Einerverfolgung Platz drei. Beim Leipziger Europa-Kriterium erreichte er mit dem belgischen Vierer beim Mannschafts-Verfolgungsrennen den dritten Platz. Boeckx verabschiedete sich 1958 mit einem Sieg bei dem 100-km-Straßenkriterium in der belgischen Ortschaft Kessel-Lo vom Radsport.